# Cuore sparso
Cuore sparso è un singolo della cantante italiana Giusy Ferreri, pubblicato il 25 marzo 2022 come terzo estratto dal sesto album in studio Cortometraggi.

## Descrizione
È una ballad che unisce un testo profondo e sensibile a un sound potente che si apre completamente nel ritornello, è un brano che guarda verso l’esterno, al non rimanere indifferenti a quello che accade nel mondo, e porta la firma di Giovanni Caccamo, Paolo Antonacci e Placido Salamone.

## Video musicale
Il video, diretto da Marco D’Andragora, è stato reso disponibile il 31 marzo 2022 attraverso il canale YouTube della cantante.